# Santiago de Calatrava
Santiago de Calatrava è un comune spagnolo di 909 abitanti situato nella comunità autonoma dell'Andalusia.